# Earwig Music Company
Earwig Music Company est un label indépendant américain de blues et de jazz fondé par Michael Frank en octobre 1978 à Chicago.